# 土屋南
土屋 南（つちや みなみ、1997年1月26日 - ）は、岡山県倉敷市出身のボートレーサー。岡山県立玉野光南高等学校卒業。登録第4964号。119期。夫はボートレーサーである佐藤翼。師匠は村岡賢人。同期には孫崎百世、
間庭菜摘、竹之内極、溝口海義也、西橋奈未、實森美祐、福岡泉水らがいる。

## 来歴
- 2014年8月、第69回国民体育大会中国ブロック大会　ハンドボール少年女子の部に於いて岡山県チームの主将として出場し準優勝[2]。玉野光南高校では、インターハイに3年連続出場し、最高位はベスト8の成績を残す。
- 2015年10月9日、高校時代のハンドボール競技の実績などによりスポーツ推薦で第119期選手養成員としてやまと学校へ入所[3]。
- 2016年9月22日、選手登録。
- 2016年11月22日からボートレース児島で開催された 一般戦「第32回日本モーターボート選手会会長杯」初日第2Rでデビュー[4]。（5着）
- 2017年7月3日からボートレースからつで開催された 一般戦「サマーモーニングバトル〜ほぼ女子戦〜」2日目第6Rで初勝利[5]。
- 2019年4月28日からボートレースびわこで開催された G3「オールレディース ビーナスちゃんカップ」で初優出[6]。（3着）（デビュー2年7カ月）
- 2020年2月12日からボートレース宮島で開催された G1「第63回中国地区選手権」でG1初出場[7]。（デビュー3年4ヶ月）
- 2020年7月20日からボートレース住之江で開催された 一般戦「ヴィーナスシリーズ 第31回アクアクイーンカップ」で初優勝[8]。（デビュー3年10ヶ月）
- 2020年8月5日からボートレース多摩川で開催された G1「第34回レディースチャンピオン」初日第6RでG1初勝利[9]。（決まり手：イン逃げ）

## 人物・エピソード
- ボートレーサーを目指したキッカケは父親の薦め。
- 高校時代はハンドボール部に所属。3年連続でインターハイに出場した。
- 雑巾がけがゲン担ぎ。
- 妹の土屋蘭もボートレーサー。

## 戦績
- 出走回数：842回
- 1着回数：125回
- 優出回数：7回
- 優勝回数：2回
- フライング(F)回数：5回
- 出遅れ(L)回数：0回
- 通算勝率：4.84
- 2連対率：29.33
- 3連対率：44.30
- 生涯獲得賞金：57,039,000円